# 佐伯町 (岡山県)
佐伯町（さえきちょう）は、かつて岡山県の中東部 (和気郡) に位置していた町である。2006年3月1日に和気町との合併で新たに和気町となり、旧町役場は和気町役場佐伯庁舎となっている。

## 地理
町域の大半は山林で、町の中央を北から南に吉井川が貫流している。町中心部の吉井川が大きく蛇行したあたりに小盆地が形成され、そこに町役場や商店・工場など行政・商工業の施設が集中している。
- 山：妙見山 (519m)
- 河川：吉井川
- 湖沼：田尻大池

## 歴史

### 沿革
- 戦国時代は浦上宗景が町南部に天神山城を構え、備前国・美作国に覇を唱えていた。
- 江戸時代になると吉井川を高瀬舟が往来し、佐伯も寄港地の一つとなっていた。
- 1923年（大正12年）8月には片上鉄道が開通した。
- 1955年（昭和30年）3月31日 - 赤磐郡佐伯村・和気郡山田村・塩田村の3村が合併し町制施行。佐伯町となる。
- 1991年（平成3年）6月30日 - 同和鉱業片上鉄道廃線。
- 2006年（平成18年）3月1日 - 和気町と合併し、新・和気町となり消滅。

## 行政
- 町長
  - 竹内一郎（昭和30-38年）[1]
  - 幸坂孝（昭和38-平成3年）
  - 尾崎忠信（平成11-平成17年）
  - 坪井迪郎（平成3-11年、2005年2月27日当選）

## 市町村合併
2005年3月1日に和気町と合併し「和気町」となる予定だったが、合併協定書の調印を行ったものの議会が合併議案を否決。尾崎町長も議決を尊重して慎重姿勢となり、合併は立ち消えとなった。
2005年1月23日に尾崎町長の解職と町議会の解散を求めるリコール請求に関する住民投票が行われ、尾崎町長と議会のリコールが成立した。
2005年2月27日に町長と議会の出直し選挙が行なわれ、合併推進派の元坪井町長が町長選に勝利し、町議選でも推進派の議員が過半数を占めると合併協議が再開され、期日を1年遅らせて3月23日に再度合併協定書に調印、両町議会と県議会の可決を経て、2006年3月1日に合併した。

## 経済

### 産業
農業が中心であるが、企業誘致により町の中心部に数社の工場が存在する。
主な企業・工場
- ケーブル工業岡山工場
- 桃谷順天館岡山工場
- イトーヨーギョー佐伯工場
- メイト（地場企業）

## 姉妹都市・提携都市

### 国内
- 廿日市市（広島県）
  - 1997年11月20日姉妹都市提携

## 教育
学校
- 佐伯町立佐伯小学校
- 佐伯町立山田小学校（廃校）
- 佐伯町立佐伯中学校

## 交通

### 鉄道路線
1991年6月30日、同和鉱業片上鉄道線が廃線となり、現在は町内を通る鉄道路線はない。
最寄りの駅はJR西日本山陽本線の和気駅若しくは熊山駅である。

### 道路
美作岡山道路佐伯インター。
一般国道
- 国道374号
- 国道484号（町内は全線が国道374号と重複区間）

県道
- 岡山県道53号御津佐伯線
- 岡山県道79号佐伯長船線
- 岡山県道90号赤穂佐伯線
- 岡山県道417号和気吉井線
- 岡山県道703号備前柵原自転車道線
- 美作岡山道路（佐伯IC以南は岡山県道79号佐伯長船線、佐伯IC以北は岡山県道27号岡山吉井線） インターチェンジは佐伯インターチェンジ (岡山県)。

## 名所・旧跡・観光スポット
- 佐伯ファミリーパーク
- 岡山県自然保護センター
- 天神山城址